# Lewiczyn (gromada)
Lewiczyn – dawna gromada, czyli najmniejsza jednostka podziału terytorialnego Polskiej Rzeczypospolitej Ludowej w latach 1954–1972.
Gromady, z gromadzkimi radami narodowymi (GRN) jako organami władzy najniższego stopnia na wsi, funkcjonowały od reformy reorganizującej administrację wiejską przeprowadzonej jesienią 1954 do momentu ich zniesienia z dniem 1 stycznia 1973, tym samym wypierając organizację gminną w latach 1954–1972.
Gromadę Lewiczyn z siedzibą GRN w Lewiczynie utworzono – jako jedną z 8759 gromad – w powiecie grójeckim w woj. warszawskim, na mocy uchwały nr VI/10/5/54 WRN w Warszawie z dnia 5 października 1954. W skład jednostki weszły obszary dotychczasowych gromad Bartodzieje, Boruty, Julianów, Kussy, Lewiczyn, Maciejówka, Tartaczek, Wilczy Targ i Zaborów ze zniesionej gminy Belsk w tymże powiecie. Dla gromady ustalono 13 członków gromadzkiej rady narodowej.
1 stycznia 1959 do gromady Lewiczyn przyłączono obszar zniesionej gromady Skurów (bez wsi Turowice, Grudzkowola, Kępina, Papierowice i Wólka Turowska) w tymże powiecie.
Gromadę zniesiono 1 stycznia 1969, a jej obszar włączono do gromady Belsk Duży w tymże powiecie.